# Azueira e Sobral da Abelheira
Azueira e Sobral da Abelheira (llamada oficialmente União das Freguesias de Azueira e Sobral da Abelheira) es una freguesia portuguesa del municipio de Mafra, distrito de Lisboa.

## Historia
Fue creada el 28 de enero de 2013 en aplicación de una resolución de la Asamblea de la República de Portugal promulgada el 16 de enero de 2013 con la unión de las freguesias de Azueira y Sobral da Abelheira, pasando su sede a estar situada en la antigua freguesia de Azueira.

## Demografía
| Gráfica de evolución demográfica de Azueira e Sobral da Abelheira entre 2011 y 2021 |
|                                                                                     |
| Datos según el nomenclátor publicado por el INE portugués.                          |